# Taugenichts
Taugenichts ist ein deutsches Schimpfwort. Es bezeichnet eine Person, die zu nichts taugt oder einen Lebensstil pflegt, der andere über Gebühr belastet und niemandem etwas nützt.

## Gebrauch
In der Literatur vorrangig des 19. und 20. Jahrhunderts wurden auch Nachkommen bürgerlicher Familien mit diesem Namen bedacht, die sich nicht der Tradition der Familie anschlossen, bürgerliche „Brot“-Berufe zu ergreifen, sondern zur Selbstverwirklichung eine künstlerische Tätigkeit ausübten. Aber auch Herrscher wurden zeitgenössisch mit diesem Attribut versehen, wie beispielsweise Friedrich Wilhelm II. von Preußen.
Ähnliche Bezeichnungen
Andere Wörter für Taugenichts sind auch:
- Tunichtgut,  Nichtsnutz, Hallodri
- Haderlump, Tagedieb, Lüderjahn

## Rezeption
- Der Film Taugenichts von Bernhard Sinkel aus dem Jahr 1977 entstand nach der 1826 veröffentlichten bedeutenden Novelle von Eichendorff Aus dem Leben eines Taugenichts, in der die Figur des Taugenichts ihre literarische Überhöhung fand.
- Tagedieb und Taugenichts ist der Reisebericht von Hugo Wehner über seinen Versuch, segelnd aus dem Alltag auszusteigen.[2]
- Tagedieb und Taugenichts ist eine Erzählung von Rainer Gross.[3]
- Der Schriftsteller und Kulturwissenschaftler Norbert W. Schlinkert veröffentlichte 2020 in der edition taberna kritika den erzählenden Essay Tauge/Nichts, eine moderne Version des Taugenichts.[4]